# Хаґа Йосуке
Йо́суке Ха́ґа (англ. Yosuke Haga; народився 5 вересня 1986, Японія) — японський хокеїст, захисник. Наразі виступає за «Одзі Іглс». У складі національної збірної Японії учасник кваліфікаційних турнірів до зимових Олімпійських ігор 2010, та почав виступати за головну команду країни з 2007 року, на чемпіонатах світу — 2007 (дивізіон I), 2008 (дивізіон I), 2009 (дивізіон I) і 2010 (дивізіон I).
Виступав за «Тойо Юнівесіті», «Одзі Іглс».